# جيمي دورانت
جيمي دورانت (بالإنجليزية: Jimmy Durante)‏ مواليد 10 فبراير 1893 في مانهاتن، الولايات المتحدة - الوفاة 29 يناير 1980 في سانتا مونيكا، الولايات المتحدة، هو ممثل وكوميدي أمريكي بدأ مسيرته الفنية سنة 1920. هو من الفائزين بجائزة إيمي. فاز بجائزة بيبودي. امتدت مسيرته الفنية لأكثر من 52 عاما. من أعماله إنه عالم مجنون مجنون مجنون مجنون.

## روابط خارجية
- جيمي دورانت على موقع IMDb (الإنجليزية)
- جيمي دورانت على موقع الموسوعة البريطانية (الإنجليزية)
- جيمي دورانت على موقع روتن توميتوز (الإنجليزية)
- جيمي دورانت على موقع ألو سيني (الفرنسية)
- جيمي دورانت على موقع ميوزك برينز (الإنجليزية)
- جيمي دورانت على موقع تيرنر كلاسيك موفيز (الإنجليزية)
- جيمي دورانت على موقع أول موفي (الإنجليزية)
- جيمي دورانت على موقع قاعدة بيانات برودواي على الإنترنت (الإنجليزية)
- جيمي دورانت على موقع قاعدة بيانات برودواي على الإنترنت (الإنجليزية)
- جيمي دورانت على موقع قاعدة بيانات الأفلام السويدية (السويدية)